# Класично старогрчко вајарство
Класично старогрчко вајарство је доба у ком је вајарство Старе Грчке досегло свој врхунац и које у историји умјетности носи име класична умјетност, класични стил или класична традиција, будући да ће његова достигнућа бити наново оживљавана у каснијим периодима европске умјетности (ренесанса, барок, неокласицизам и почеци модерне умјетности на челу са Огист Роденом. Дијели се на три историјска периода који нису стриктно ограничени. То су: Рани класични период од 500–450. године п. н. е. или Строги стил; Високи класични период од 450–400. године п. н. е.; и Касни класични период од 400–323. године п. н. е.

## Рани класични период (500–450. године п. н. е.) - Строги стил
Овај кратки период је више од обичне транзиције од архајског ка класичном периоду. У фигуративној умјетности развијен је посебан стил, који је у одређеном смислу представљао супротност између онога што је дошло касније, као и онога што му је претходило. Његово име -строги стил- дијелом сугерише да је љупкост архајске умјетности, њен образац драперије и одлучан покрет, замијенила смиреност и равнотежа. У сликарству на вазама, као и у вајарству, овај нови тон се огледа у композицији сцена, као и у детаљима драперије, гдје неодређене наборе на хаљинама архајске одјеће сада замјењују вертикално падајуће праве линије, зване пеплос. Грчки умјетници сада трансформишу полет архајског стила у деликатнији и емоционалнији израз, приближавајући се све више стварном моделу људског тијела. Рани класични период је  свједок низа импресивних вајарских дјела која су од великог значаја за даљи развој техничких вјештина и експресивни натурализам. По први пут је могуће идентификовати индивидуалне умјетнике, њихов допринос у развоју технике и стила, преко римских копија и античких писаних описа њихових дјела.
Истакнут примјер класичног архитектонског вајарства је дјело непознатог умјетника који је декорисао забате и фриз Зевсовог храма у Олимпији. На источном забату на којем су приказани мушкарац и жена који припремају кола за трку, фигуре показују трезвеност и смиреност карактеристичну за рани класични период. Мушкарац стоји у новој опуштеној пози (тежиште тијела је пренесено на једну ногу), коју ће користити већина вајара током цијелог периода, а жена на себи носи пеплосе са широким и тешким наборима који дају тежину статичној композицији. На западном забату, на ком је приказана борба људи и кентаура, осјећа се нешто од крутих формалности архајског духа, мада и овдје као и на метопама на којима су приказани дванаест Херкулових задатака, умјетник се потрудио да прикаже старосне разлике људских тијела као и емоције које изражавају бол, страх, очај и гађење на лицима фигура. Ово је нешто ново у грчкој скулптури и не среће се у другим дјелима овог периода.
Међу самосталним скулптурама, чешће у мермеру него у бронзи, Миронова дјела, позната преко римских копија, су међу најважнијим и најпознатијим у овом периоду. Мироново најпознатије дјело је Дискобол (бацач диска), чија је римска копија из Националног римског музеја, преживјела до нашег времена. Друго Мироново дјело од којег постоји римска копија је скулптура Атине са сатиром Марсијасом (скулптура Атине се налази у Стадтиш галерији у Франкфурту на Мајни, а скулптура сатира Марсијаса у Латерановим музејима у Риму). Игра расположења и акције у овој самосталној групи је нова, наговијештена само у сада већ изгубљеној групи статуа Тиранида из атинске Агоре, с краја 6 вијека п. н. е.

## Високи класични период (450–400. године п. н. е.)
Грчка умјетност из друге половине 5. вијека п. н. е. се генерално сматра врхунцем класичне традиције. Ријеч је о рафинираном изразу и представи грчких богова онако како су их сами Грци схватали и видјели, односно као људска бића са божанским особинама. Естетски резултат овог концепта је довео до тога да је животињско и натприродно било занемарено у корист представљања божанског. Чак и грчки монструм, кентаур, изгледа увјерљиво као представа која комбинује људско и божанско. У одређеном смислу, идеализацију људске фигуре је олакшало традиционално интересовање Грка за односе пропорције и рационални образац, или канон. Као посљедица важности која је дата идеализованој представи, супротности као што су младост и старост, или дочаравање дубоких емоција и индивидуалности личности, су у потпуности игнорисане, или врло ријетке. Чак и фигуре које се налазе у снажном или болном покрету имају смирен израз, без емоције. Још једна посљедица која је везана за идеал као вриједност је све веће интересовање за херојску нагу фигуру. Од ране фазе грчке умјетности, умјетник показује да жели да се бави универзалним људским особинама, али не и особинама појединца. У архајском периоду грчки умјетник студира визуелни образац голог мушког тијела. Када је у потпуности савладао људску анатомију и даље је тежио да успостави одређени образац одлучивши да је његова тема голо тијело атлете, иако је извјесно да је просјечан Грк био одјевен за свакодневне активности.
Током високог класичног периода, Атина наставља да заузима прворазредну позицију у умјетничком свијету Грчке, након више година неактивности узрокованих инвазијом Персијанаца на Грчку. Када је већина грчких градова постала сигурна од персијских најезда, средства која су грчки градови-државе повјерили Атини, како би организовала одбрану од Персијанаца, атински државник Перикле преусмјерава на поновно уљепшавање Атине и пројектује програм за обнову порушених грчких храмова у Атини, али и шире. Овај подухват привлачи мноштво вајара, грађевинара и других умјетника из цијелог грчког свијета, који су под вођством атинских мајстора, спровели у праксу оно што се данас подразумијева под високим класичним стилом.
Од свих типова вајарства који су цвјетали у класичном периоду, монументалне статуе су најмање представљене у примјерцима који су сачувани до нашег времена. Фидија, најутицајнији вајар овог периода, је израдио двије монументалне скулптуре грчких божанстава, које су биле обложене златом и украшене слоновачом. Ријеч је скулптури богиње Атине, предвиђене за Партенон и Зевсу у сједећем положају за храм Олимпије, који је сматран једним од чуда античког свијета. Та дјела су привлачила публику из цијеле Антике, али нису сачуване чак ни одговарајуће копије.
Други битан вајар овог периода, чије се дјело може цијенити преко копија, бије је Поликлет из Аргоса. Поликлет је своја виђења о пропорцији записао у дјелу које је добило име Канон, описујући коректне пропорције идеалне мушке фигуре. Канон ће имати огроман утицај на све будуће грчке вајаре.

## Касни класични период (400–323. године п. н. е.)
У 4. вијеку п. н. е. грчко богатство је у сталном порасту, међутим његова концентрација је на периферији тадашњег грчког свијета, на границама са западним колонијама, у посједу Грка на истоку Грчке, који настављају да тргују са пријатељски настројеним персијским провинцијама, као и у све напреднијем македонском краљевству на сјеверу. Задатак македонске власти, а која кулминира Александром Великим и припајањем цијеле Персије Грчкој, у трећој четвртини 4. вијека п. н. е., био је да ефикасно трансформише грчку умјетност, као што је већ урадила са грчком политиком и животом. И прије Александровог успона, трагови промјена у грчкој умјетности су били јасно видљиви, мада нови умјетнички центри и мецене, олакшавају умјетницима да превазиђу стриктне класичне каноне, који су успостављени у Атини у претходном вијеку, или преко утицајних умјетника, као што је био Поликлет. Умјетнички трендови тога доба, кретали су се према већој индивидуалности израза, емоције и идентитета, што доводи до првих манифестација умјетности портрета. Портрете поручују македонски краљеви и краљевске куће хеленизованих провинција са запада Персије. Из истих извора потиче и интересовање за монументалне гробнице. У то вријеме, многи краљеви црпе инспирацију из подвига Александра Великог и отворено теже да се приближе божанству. Грчка умјетност при томе, није била препрека том експлицитном изразу. Међутим, грчки умјетници су били врло свјесни вриједности које су у грчкој умјетности постављене у 5. вијеку и ни на који начин нису хтјели да дјелују револуционарно, било стилом, било техником. Развој грчке умјетности био је брз и континуиран, пошто су умјетници подређивали свој индивидуални карактер његовом току, без намјере да спроводе драстичне или револуционарне промјене.
Три имена доминирају скулптуру 4. вијека п. н. е., Праксител, Скопас и Лисип. Цијенити комплетно дјело ових умјетника је једино могуће преко античких описа и римских копија. Ипак, сматра се да је сваки од њих значајно допринио прелазу од класичног идеализма ка хеленском реализму. Праксител, Атињанин, показао је виртуозност у техници и велико познавање људске анатомије у серији опуштених фигура, које по први пут у грчкој умјетности у потпуности одражавају сензуалне могућности мермерног камена. Његова Афродита, од које постоји више копија, рађена за источни грчки град Книд, била је потпуно нага, што је била новост у грчкој умјетности, а њен еротски израз је био познат широм тадашњег грчког свијета. Хермес носи Диониса дјечака, скулптура из Олимпије, за коју се сматра да је преживјело оригинално дјело Пракситела, даје нам идеју како један мајстор вајарства може да дочара месо у мермеру.
Скопас је стекао углед на основу жестине израза који је усађивао у своје скулптуре. Фрагменти његових дјела из Тегеја, показују дубоко клесане очне дупље на лицима фигура, чиме се класичном рационалном изразу додаје снажан емотивни набој. Праксител и Скопас, који је поријеклом са острва Парос, су типични представници овог новог духа, који је јасно видљив у њиховим оригиналним скулптурама, које су преживјеле до нашег времена. Деметер из Книда, за који се вјерује да је дјело атинског вајара Леокара, је класичан по изради, али праксителски по особинама израза. У Маузолеју на Халикарну, гдје су радили Скопас и Леокар, жестина сцене борбе је увеличана новим изразом, као и употребом китњасте драперије. На рељефима атинских гробница, класичну смиреност замјењује израз контролисане, али ипак дубоке емоције.
Лисип из Сикијона на сјеверном Пелопонезу, био је омиљени вајар Александра Великог. Вјеран класичној традицији, ипак приказује своја схватања пропорције, која се огледају у односу главе и тијела. Тијела његових фигура су масивнија, а главе мање у односу на пропорције прописане у класичним стандардима које је поставио Поликлет. Клесајући фигуре атлета у различитим позама, новост коју Лизип уноси у грчку скулптуру лежи у томе да су његове фигуре замишљене да буду посматране из свих углова, не само из једног подесног, као што је случај чак и са фигурама Пракситела. Ово је била једна веома значајна иновација у историји вајарства.
Друга иновација која се веже за Лисипа је портрет. Наиме, по савременицима, Лисип је исклесао портрет Александра Великог, који је највише личио на њега. Ипак, портрети савременика у овом добу су још увијек ријеткост, а у већини случајева се ради о идеализованим представама великих античких филозофа, државника и пјесника. Ипак, јасно је да је од тог момента употреба живих модела честа, као што се може закључити из дјела која су стигла до нас, или њихових копија, као и прича по којима је Праксител користио своју љубавницу Прину као модел, или по којој је Лисип радио одљевак свога брата док је овај још био жив. До времена Александра Великог, најважнији проблеми реалистичног и драматичног третмана, позе и драперије су били ријешени, остављајући наредним генерацијама вајара да још више нагласе људску анатомију или израз, или да се усредсреде на замишљање још сложенијих групних композиција. Вајари 4. вијека п. н. е., на челу са Праксителом, Скопасом и Лисипом, сажели су и изразили све оно најбоље што је раније научено из анатомије, начина моделирања и композиције. Додајући свему томе емоцију, може се рећи да је њихово дјело логична кулминација класичне традиције, у којој је вајарство Фидија из 5. вијека п. н. е., било још једна бриљантна епизода грчке умјетности.